# 米爾斯普林 (北卡羅萊納州)
米爾斯普林（英語：Mill Springs）是位於美國北卡羅萊納州波爾克縣的非建制地區。

## 歷史
米爾斯普林的郵局自1893年營運至今。

## 地理
米爾斯普林所處的海拔為高於海平面305米（即1001英呎），而該地所採用的時區為UTC-5，即北美东部时区（EST）。同時該地設有夏令時間，為UTC-5調快一小時，即UTC-4（EDT）。